# Sabinares rastreros de Alustante-Tordesilos
Los Sabinares rastreros de Alustante-Tordesilos es un espacio natural incluido en la Red Natura 2000 como Lugar de Interés Comunitario (LIC), situado en Guadalajara, España. Alcanza una extensión total de 7.376 ha, distribuidas en 4,84 ha en Adobes; 5.919,19 ha en Alustante; y 5,39 ha en Orea y 1.393,09 en Tordesilos, todas ellas localidades de la provincia de Guadalajara, comunidad de Castilla-La Mancha.

## Descripción
- Código Natura 2000:

LIC - ES42340022.
- Clima - Mediterráneo continentalizado. (Supramediterráneo), (Oromediterráneo).
- Extensión - 7.376 ha.
- Altitud:

Mínima - 1.299 metros.
Media - 1.429 m.
Máxima - 1.804 m.
- Localización: W/E (Greenwich).

Longitud - W 1º 36' 22".
Latitud - N 40º 36' 38".

## Características
Los Sabinares rastreros de Alustante-Tordesilos están localizados en las altas parameras del noreste de la provincia de Guadalajara, con una cubierta vegetal de sabinar rastrero y tomillar-pradera.

### Flora
Este lugar, junto con el colindante Alto Tajo, conserva las mejores y más extensas manifestaciones de sabinar rastrero (Sabino-Berberidetum hispanicae, Junipero sabinae-Pinetum sylvestris) de Castilla-La Mancha, hábitat que por sus estrictos requerimientos litologicos y ecológicos resulta muy escaso en la comunidad autónoma (litosuelos calizos expuestos en el supramediterráneo superior y oromediterráneo maestracense y cetibérico-alcarreño)). Por el mismo motivo, tiene también buenas muestras del tomillar-pradera asociado a estas provincias corologicas (Festucetum hystricis, Paronychio capitatae-Artemisietum pedemontanae).

## Vulnerabilidad
El área puede resultar sensible a la instalación de parques eólicos, al aprovechamiento minero, a la forestación y a la construcción de infraestructuras que conlleven movimientos de tierras.